# 地獄門國家公園
地獄門國家公園（Hell's Gate National Park）是東非國家肯亞的國家公園，位於奈瓦沙湖以南，距離首都奈洛比約90公里，佔地68.25平方公里，成立於1984年，海拔高度1,900米，野生動物有蹄兔、非洲水牛、斑馬、伊蘭羚羊、狷羚、湯氏瞪羚、鬣狗等。

## 外部連結
- Kenya Wildlife Service – Hell's Gate National Park[永久]